# Взрыв в жилом доме в Саратове
Взрыв в жилом доме в Саратове произошёл 25 июля 2025 года днём в одном из подъездов в доме № 2 на улице Блинова. Произошёл взрыв газовоздушной смеси. В результате серьёзно разрушен крайний пятый подъезд здания. Из-под завалов спасатели достали тела семерых погибших, в том числе четырёхлетнего ребенка. На месте до сих пор работают экстренные службы. Спасатели вызволили пять кошек из разрушенного пятого подъезда данного дома.

## Расследование
В регионе был введён режим ЧС. Возбуждено уголовное дело по оказанию услуг, не отвечающих требованиям безопасности. В воскресенье (27 июля 2025 года) вечером губернатор Роман Бусаргин сообщил о завершении аварийно-поисковой операции.
Правительство Саратовской области выделило свыше 168 миллионов рублей для выплат на покупку новых квартир жителям из разрушенного пятого подъезда данного многоквартирного дома.

## Видео
- Обзор происшедшего RUTUBE-каналом Телеканал 360
- Обзор происшедшего RUTUBE-каналом ЛенТВ24